# Constantine (serial)
Constantine este un serial TV american care a avut premiera pe NBC, fiind bazat pe seria de benzi desenate  Hellblazer publicată de DC Comics sub licență Vertigo. În rolul titular joacă actorul Matt Ryan ca John Constantine. Episodul-pilot a fost regizat de  Neil Marshall după un scenariu de Daniel Cerone și David Goyer. A avut premiera la 24 octombrie 2014. Episodul pilot a avut parte de recenzii mixte spre pozitive din partea criticilor de televiziune.

## Prezentare
Serialul îl prezintă pe  John Constantine, un exorcist cinic, un detectiv al ocultului și un om care se luptă cu păcatele sale din trecut în încercarea sa de a proteja omenirea de amenințarea nefastă a unor ființe  supranaturale.

## Distribuție
- Matt Ryan ca John Constantine[10]
- Harold Perrineau ca Manny, un înger cu autoritate care are misiunea de a veghea asupra lui Constantine. Comunică cu acesta intrând temporar în trupurile altor persoane.[10]
- Charles Halford - Chas Chandler, cel mai vechi prieten al lui Constantine și companionul său care posedă abilități care-i permit să vadă alte planuri paralele ale existenței.[10]
- Angélica Celaya ca Zed Martin[1]
- Lucy Griffiths ca Liv Aberdeen[note 1]

## Dezvoltare
Serialul a fost dezvoltat de creatorul serialului Motive Daniel Cerone și de cel al trilogiei The Dark Knight David S. Goyer, episodul pilot fiind regizat de Neil Marshall, care a mai regizat Dog Soldiers, The Descent sau Game of Thrones.

## Episoade
| Nr. | Titlu                  | Regia          | Scenariu                                                              | Premiera TV       | Audiență SUA (milioane) |
| --- | ---------------------- | -------------- | --------------------------------------------------------------------- | ----------------- | ----------------------- |
| 1   | „Non Est Asylum”       | Neil Marshall  | Poveste de: Daniel Cerone & David S. Goyer Scenariu de: Daniel Cerone | 24 octombrie 2014 | 4.30                    |
| 2   | „The Darkness Beneath” | TBA            | TBA                                                                   | 31 octombrie 2014 | TBA                     |
| 3   | „The Devil's Vinyl”    | TBA            | TBA                                                                   | 7 noiembrie 2014  | TBA                     |
| 4   | „A Feast of Friends”   | TBA            | TBA                                                                   | 14 noiembrie 2014 | TBA                     |
| 5   |                        | John Showalter | Cameron Welsh                                                         | TBA               | TBA                     |

## Primire
Constantine a avut recenzii împărțite spre pozitive. Pe site-ul Rotten Tomatoes are un rating de 64%, bazat pe 33 de recenzii, cu un scor mediu de 5,8/10. Metacritic, which uses a weighted average, assigned a score of 53 out of 100, based on 16 critics, indicating "mixed or average reviews".

### Rating-uri
| Nr. | Titlu                  | Premiera TV       | Rating Nielsen (18–49) | Audiență (milioane) | Audiență DVR (18–49) | Audiență DVR (milioane) | Total (18–49) | Total audiență (milioane) |
| --- | ---------------------- | ----------------- | ---------------------- | ------------------- | -------------------- | ----------------------- | ------------- | ------------------------- |
| 1   | "Non Est Asylum"       | 24 octombrie 2014 | N/A                    | N/A                 | N/A                  | N/A                     | N/A           | N/A                       |
| 2   | "The Darkness Beneath" | 31 octombrie 2014 | N/A                    | N/A                 | N/A                  | N/A                     | N/A           | N/A                       |
| 3   | "The Devil's Vinyl"    | 7 noiembrie 2014  | N/A                    | N/A                 | N/A                  | N/A                     | N/A           | N/A                       |
| 4   | "A Feast of Friends"   | 14 noiembrie 2014 | N/A                    | N/A                 | N/A                  | N/A                     | N/A           | N/A                       |

## Legături externe
- Site web oficial
- Constantine la Internet Movie Database
- Constantine la TV.com

Format:DC Comics TV
Format:NBCNetwork Shows (current and upcoming)